# Wapenwet
Met wapenwet duidt men in het algemeen een wet aan die de omgang met wapens en munitie regelt. Dergelijke wet regelt onder andere de vergunningen, de handel, aankoop en bezit van wapens, wapenopslag en het gebruik van wapens en munitie.
Veel landen kennen een dergelijke wet:
- België: Wapenwet / Loi sur les armes
- Duitsland: Waffengesetz (WaffG)
- Nederland: Wet wapens en munitie, Wapenwet BES en Vuurwapenwet BES
- Oostenrijk: Bundesgesetz über die Waffenpolizei (Waffengesetz 1996 – WaffG)
- Zwitserland: Schweizer Bundesgesetz über Waffen, Waffenzubehör und Munition (Waffengesetz, WG)
- Verenigde Staten: verschilt per deelstaat, county en plaats. Kennesaw (Georgia) werd bekend om zijn wet die ieder inwoner verplicht om een vuurwapen te bezitten.

De Europese Vuurwapenrichtlijn (91/477/EEG) is een wet van de Europese Unie die de minimumstandaarden bepaalt voor de aankoop en het bezit van vuurwapens door burgers, die alle EU-lidstaten moeten overnemen in hun nationale wetgeving. De lidstaten mogen zelf nog strengere regels aannemen, hetgeen leidt tot verschillen tussen EU-landen in de mate waarin burgers langs legale weg vuurwapens kunnen krijgen. De wet is op 18 juni 1991 aangenomen en op 21 mei 2008 en 17 mei 2017 aangepast.